# Chasné-sur-Illet
Chasné-sur-Illet è un comune francese di 1 468 abitanti situato nel dipartimento dell'Ille-et-Vilaine nella regione della Bretagna.

## Società

### Evoluzione demografica
Abitanti censiti